# Foxi Kéthévoama
Foxi Kéthévoama   (Bangui, 30 de maig de 1986) és un exfutbolista centreafricà de la dècada de 2000.
Fou internacional amb la selecció de futbol de la República Centreafricana. Pel que fa a clubs, destacà a Újpest FC i Astana.